# All Things Work Together
All Things Work Together è l'ottavo album in studio del rapper statunitense Lecrae, pubblicato nel 2017.

## Tracce
1. Always Knew – 3:34
2. Facts – 4:01
3. Broke (featuring Perfekt) – 2:59
4. Blessings (featuring Ty Dolla Sign) – 3:51
5. Whatchu Mean (featuring Aha Gazelle) – 4:20
6. Hammer Time (featuring 1K Phew) – 3:34
7. Come and Get Me – 4:12
8. Lucked Up (featuring Nija) – 3:40
9. Wish You the Best (featuring Verse Simmonds) – 3:44
10. Can't Stop Me Now (Destination) (featuring Childish Major) – 4:10
11. I'll Find You (featuring Tori Kelly) – 3:37
12. 8:28 (featuring Lewis Sky) – 3:09
13. Cry for You (featuring Taylor Hill) – 4:23
14. Worth It (featuring Kierra Sheard & Jawan Harris) – 4:54